# Йов Багатостраждальний
Йов (бл. 2000—1500 до Р. Х.) — старозавітній праведник що жив на схід від Палестини у землі Уц (Північна Аравія), про цього праведника оповідає Книга Йова в Біблії.

## Біблійна історія
Йов відрізнявся справедливістю, усе життя намагався догодити Богу. Господь нагородив його за благочестя великими благами. Він володів стадом, в якому були сотні голів великої рогатої худоби і тисячі дрібної. У нього було семеро синів.
Та диявол ненавидів його. Він став зводити наклеп перед Богом на праведного Йова. "Хіба задарма богобоязкий (праведний) Йов? Відбери у нього все що у нього є, — ось побачиш тоді, благословлятиме він тебе?". Бог же, щоб показати всім, наскільки вірний Йому Йов, і щоб навчити людей терпінню в їхніх стражданнях, дозволив дияволу забрати у Йова усе, що той мав. І ось одного дня розбійники вкрали в Йова усю його худобу, поперебивали наймитів, а страшний вихор із пустелі зруйнував дім, в якому зібрались Йовові діти, і всі вони загинули. Та Йов не тільки не став ремствувати на Бога але й сказав: "Господь дав, Господь і взяв: нехай буде ім'я Господнє благословенне".
Однак посоромлений диявол не вгамувався. Він знову став зводити наклеп на Йова: «Людина віддасть за своє життя усе чим володіє: та торкнись тільки її кісток, його тіла (тобто врази його хворобою), — побачиш чи благословлятиме він тебе?» Бог дозволив дияволу позбавити Йова ще й здоров'я. І ось Йова вразила страшна хвороба — проказа. Тоді навіть Йовова дружина стала вмовляти його сказати якесь слово проти Бога. Але Йов і цього разу не згрішив вустами своїми:
|              | Але він сказав їй: ти говориш як одна з безумних: невже добре ми будемо приймати від Бога, а лихого не будемо приймати?; |
| — Іов. 2, 10 | |

Тоді до нього прийшли друзі: Елифаз феманитянин, Вилдад савхеянин і Софар наамитянин. І намагалися усіляко підтримувати його:
|              | І сиділи з ним на землі сім днів і сім ночей; ніхто не говорив йому ні слова, тому що бачили що страждання його дуже великі; |
| — Іов. 2, 13 | |

Але Йов залишався твердим, не втрачав надії на милосердя Боже і лише прохав Бога засвідчити, що він терпить усе, не завинивши.

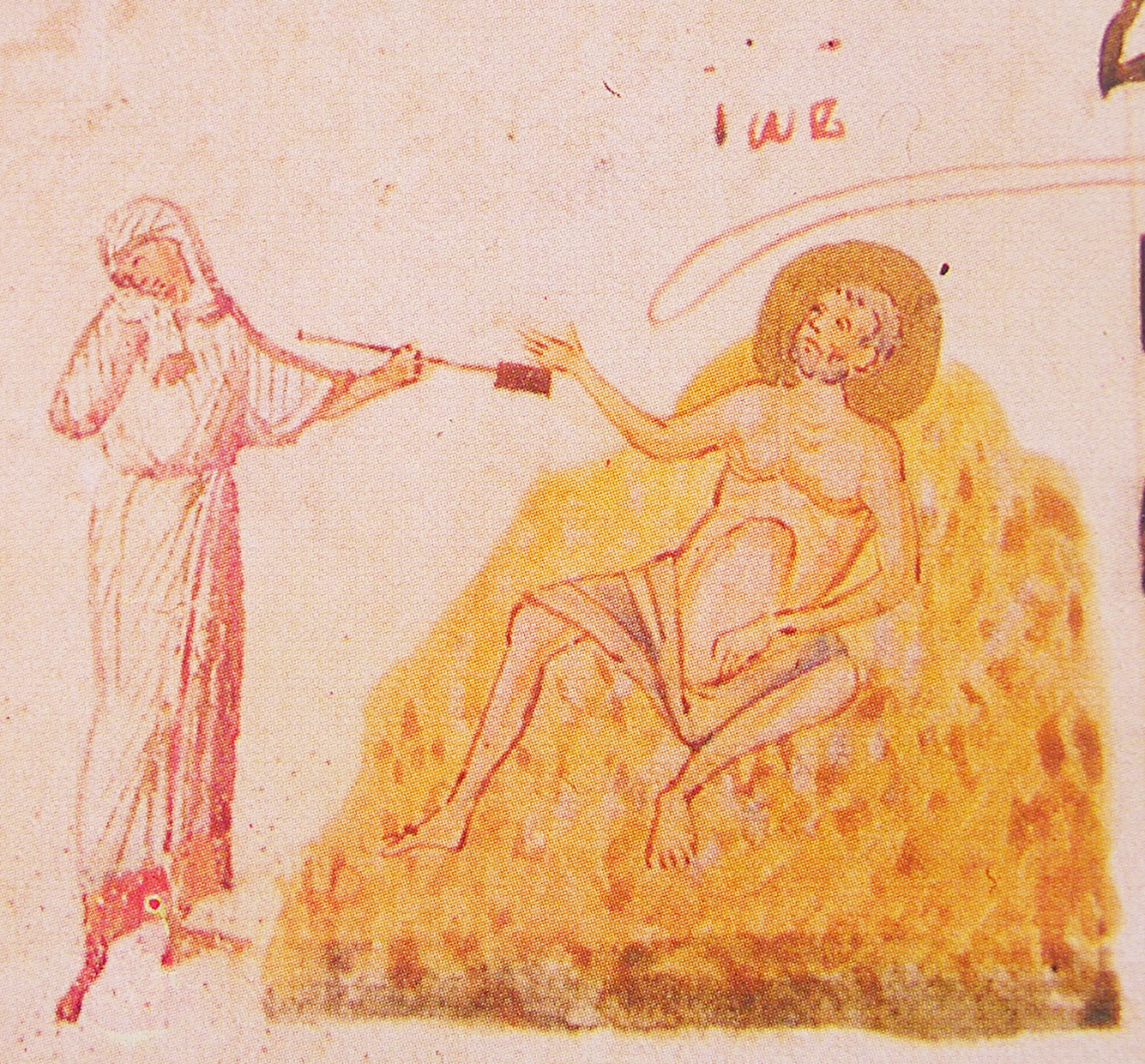
«Йов Многострадальний». Мініатюра з Київського Псалтиру

І не переставав вірити, що все ж таки Бог згадає про нього і позбавить страждань:
|  | Та знаю я що мій Визволитель живий, і останнього дня Він підійме із пороху цю шкіру мою, яка розпадається, і я у плоті своїй побачу Бога. Я побачу Його, самі мої очі побачать, а не очі чужі Йов 19:25-27 |

Після цього Бог показав приклад вірності й терпіння на Своєму рабові Йовові, Сам явився і звелів його друзям, що звинувачували Йова у гріхах, і не говорили про Бога як Йов, просити молитов за себе у нього. Бог нагородив свого вірного раба. Йову було повернено здоров'я. У нього було знову семеро синів і три дочки, а худоби побільшало вдвічі, ніж було раніше, і жив Йов ще сто сорок років у пошані, спокійно, благочестиво і щасливо.

### Пояснення до історії
Історія вчить нас, що нещастя Бог посилає не тільки за гріх, але іноді Бог посилає нещастя і праведникам для ще більшого утвердження їх у добрі, для осоромлення диявола і для прославлення правди Божої. Історія життя Йова розкриває нам, що не завжди земне щастя відповідає добродійному життю людини, і вчить нас також не бути байдужими до нещасних. Йов своїми невинними стражданнями і терпінням був прообразом Ісуса Христа. Тому в дні страждання Ісуса Христа (на страсному тижні) в церкві читається розповідь із книги Йова.
Йов 1-42

## В мистецтві
Передання про страждання Йова знайшли своє втілення в творах мистецтва. Зокрема на українській сцені за мотивами біблійного сюжету Влад Троїцький поставив оперу «IYOV» за музикою Романа Григоріва та Іллі Разумейка. Її виконання було в рамках фестивалю ГогольFest у 2015 році, а друга — в ДК КПІ 1 березня 2016 року. Пізніше опера була виконана у Польщі, Австрії, Македонії, Данії, а у січні цього року — на фестивалі Prototapes у Нью-Йорку, а 6 квітня 2018 — в залі Національної опери України.